# 言语知觉的运动理论

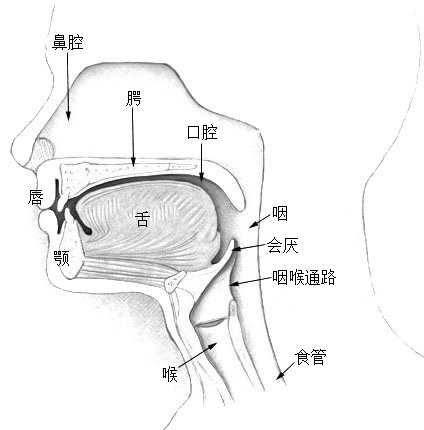
當我們聽到口語時，會感覺到它們由聽覺聲音構成。言語知覺的運動理論認為，我們聽到聲音的背後機制是來自聲帶的預期運動。

言语知觉的运动理论（Motor theory of speech perception），是一种认为人们通过辨认发音的声道姿势而非语言的发音习惯来理解话语的假说。它最初声称言语知觉是通过一个人类天生特有的特殊模块完成的。虽然这个模块在近几年的理论中得到认证，但人们还是认为言语运动系统的角色不仅是产生发音，还有检测它们。
相比于言语知觉这个领域，该假设在领域外获得的关注更多。而镜像神经元的发现使得其关注度更加高。镜像神经元将运动的产生与认知联系起来，其中包括了由声道产生的运动。
该理论最初由阿尔文·利伯曼和富兰克林·库珀于20世纪50年代在哈斯金斯实验室提出。并由唐纳德·尚克韦勒、迈克尔·斯塔德特·肯尼迪、伊格内修斯·马丁利、卡罗尔·福勒以及道格拉斯·惠伦进一步发展。

## 起源和发展
该假说起源于运用模式播放为盲人创造取代拼写字母的声音的阅读机的研究。这导致了一次有关讲话声音如何与其声谱图的听音序列相对应的仔细检查。这才发现，连续辅音和元音彼此同时重叠（这种现象被称为协同发音）。这表明，言语不是听觉的“字母表”或“密码”，而是重叠的语言姿势的“代码”。

### 连结论者的方法
最初，该理论由连结论者提出：婴儿模仿他们听到的语言，这导致了发音与其感官后果行为上的关联。然后，这种明显的模仿会被绕过，并成为言语知觉。然而，随着研究发现语言前的婴儿已经能够检测出大部分用来分隔不同的语音的语音对比，这方面的理论被放弃了。

### 认知主义的方法
行为主义的方法是被有語言模塊的认知主义取代的。这个模块通过隐藏的远端对象来检测言语，而不是在它们的近端或直接输入处。这方面的证据是，研究发现，语言处理是很特殊的，例如双工认知。

### 改变远端对象
言语知觉最初的假设是与以下的发音对象关联的：
- 语音发音器官的不变运动[8]
- 传达到肌肉导致声道发声运动的不变运动指令[11]

后来这被修改为包括语音姿势，而不是运动指令；而语音姿势是说话人声前和语言的层面控制的，而不是实际的运动。

### 近代的修改
由于研究发现，言语知觉可能发生于非语言的声音（例如，摔门为双工感知），“言语是特殊的”的这一主张已经被放弃。

### 镜像神经元
镜像神经元的发现已经引起了在言语知觉的运动理论方面新的兴趣，而这一理论也仍旧有其拥护者，虽然也有批评。

## 支持

### 非听觉姿势信息
如果说语言是通过它的物理产生来识别的，那么非听觉信息则应纳入言语知觉，即使这仍然是主观听到的“声音”。但事实正是如此。
麦格克效应表明眼睛看到的口语音节的产生不同于与其同步的听觉提示，这会影响听觉的认知。换句话说，如果有人听到“ba”，但看到视频的人发音“ga”，他们所听到是与之不同的——有些人会认为，他们听到的是“da”。
- 人们发现在噪音中，如果他们能看到说话者，会更容易听到讲话内容。[15]
- 当音节的产生能够凭触觉感知到时，人们能更好地听到它们。[16]

### 类别知觉
使用言语合成器时，语音可以沿着一个连续的发音位置变化，从/ba/到/da/到/ga/，或语音发生时间的连续（例如/da/到/ta/）。当听者被要求区分两个不同的声音时，他们认为这属于非连续的声音，虽然声音是连续变化的。换句话说，十种声音（从一个声音的极端/da/到另一个极端/ta/，以及中间按比例变化的声音）可以全部是声学上彼此不同的，但听者将把这些声音全部听成/da/或/ta/。同样，英语辅音/ d /在不同的语音语境中可能会有听觉细节上的不同（例如，/du/和/di/中的/d/严格来说发音并不相同），但所有/d/’ 听者都会归为同一类（浊齿龈塞音），这是因为“语言表述是抽象和规范的语音部分或其背后的发音姿势。” 这表明，人类通过类别知觉识别语音。因此，像言语知觉的运动理论所提出的专门模块，有可能是正确的。

### 言语模仿
如果人们能听到讲话的姿势，那么言语的模仿应该是非常快的，这种语音投影如同在耳机中听到的重复单词一样。人们能够以比正常发声更快的速度重复听到的音节。

### 言语产生
- 听音能够刺激声道肌肉[21]，运动皮层[22]和前运动皮层[23]。言语知觉的听觉和视觉输入整合也涉及这些区域[24]。
- 扰乱前运动皮层也会破坏语音单位的认知，如爆破音[25]。
- 同产生语音姿势的声道发声器官有关的音位特征会激活运动区[26]。
- 讲话声音的感知是借助于先发制人地刺激发声器官的运动表达[27]。
- 聽覺和運動皮層的耦合被限制在特定的神經元放電頻率範圍內[28]。

### 知觉行动啮合
有证据表明，知觉和产生一般在运动系统中是相联系的。这由镜像神经元的存在佐证。当看到（或听到）动作，或动作开展时镜像神经元都会被激活。另一个证据来源是用于感知和行动之间表达的共同編碼理論。

## 批评
虽然在其他领域，例如理论语言学，更加受欢迎；言知觉的运动理论并没有在言语知觉领域被广泛接纳。如其三个倡导者所指出的，“在言语知觉领域里，它的支持者很少。许多作者引用它主要是为了提出批评性的评论”，對此有幾種批評意見。

### 多个来源
言语知觉受非产生性的信息来源的影响，例如语境。单词单独出现时很难理解，但在句子语境中却很容易听到。因此，似乎言语知觉以最佳的方式整合多个来源的信息。

### 产生
言语知觉的运动理论预测，婴幼儿的言语运动能力预示他们的言语知觉能力，但实际上是相反的。该理论也预测言语产生中的缺陷将削弱言语知觉，但实际上不会。然而，这只会影响最初的已经被取代的行为主义的理论版本，其中认为婴幼儿应该通过儿童早期的模仿来学习所有的产生-知觉模式。而这已不再是运动-言语理论家的主流意见了。

### 语言模块
- 多方的证据都没能支持专门的语言模块这一想法。
- 双工感知可以通过摔门观察到[13]。
- 麦格克效应也可以通过非语言刺激实现，如播放一段篮球弹动视频，但是播放乒乓球弹动的声音[來源請求]。
- 至于类别知觉，听者对单一语音类别的声音差异也可能很敏感。

因此，这部分的理论已经被一些研究者放弃了。

### 次词汇任务
为言语知觉的运动理论提供的证据仅限于例如使用不充分的言词或口语句子这类言语单位来辨别音节。因此，“言语知觉有时被理解成是次词汇层面的言语的感知。然而，这些研究的最终目标大概是为了理解支持生态有效的条件下处理语言能力的神经过程，即语音的成功处理最终引起与心理词汇和听觉理解的联系。但这里有一个问题：“与其隐含的研究目的，语音识别之间的牵强联系”。

### 模仿
言语知觉的运动理论面临一个问题：研究言语知觉与言语产生的联系，与大脑处理模仿说出的话也是一致的。只要语言存在，大脑就必须有方法做到这一点。因为孩子词汇量的扩展需要通过学习新颖的口语词汇的方法完成，就像成年人学会新的名字。模仿要由所有的发声法开始，因为只有听到一个生词，以及需要用于识别它的发音姿势和运动目标消失之后，才能知道它的新颖。因此，声音模仿需要从把每一个听到的发音法默认到短期记忆开始。如果言语知觉使用多个来源的信息，这个默认的模仿过程会为词语认知提供辅助帮助。模仿主要的需求在于非固有词语的发声法，这也许能够解释为什么次词汇任务没有将固有词汇与运动姿势处理紧密结合。

## 鸟类
有人提出鸟类也能听到彼此鸣唱的声音姿势。